# Юма (плем'я)
Юма (порт. Júmas) — вимираюче індіанське плем'я в Бразилії. Проживає на індіанських територіях Уру-Еу-Вау-Вау в штаті Рондонія та Юма в штаті Амазонас, вздовж річок Мукуім та Асуа.

## Назва
Плем'я юма також відоме як кавахібм, кавахіпх, кавахіб, кавахіп, кавайб.

## Кількість
У XVIII столітті налічувалося близько 12-15 тисяч людей племені юма. У 1940 році їх налічувалося лише 300. У 2021 році від коронавірусної хвороби 2019 помер останній лідер племені Арука. Відтак, залишилося 17 представників юма: 3 дочки та 14 онуків Аруки. Зараз плем'я перебуває на межі вимирання.

## Мова
Плем'я юма спілкується одним із дев'яти варіантів (діалектів) мови кавахіб, що належить до Підгрупи IV мовної сім'ї Тупі-Гуарані. Останній носій, на ім'я Арука Юма, помер у 2021 році. Крім того, мова документувалася з 2019 року створеннями словників, записами традиційних наративів, щоденних історій тощо.